# 태양질량

태양과 다른 별들의 비교. 왼쪽부터 가장 질량이 큰 피스톨별, 카시오페이아자리 로, 베텔게우스, 큰개자리 VY 이다. 태양은 가장 좌측에 있지만, 화면을 확대해도 제대로 보기가 힘들 정도로 작다.(참고: 이 그림은 현 수치의 비와 맞지 않음. 이 글이 현 수치이다.)

태양질량(太陽質量, 영어: Solar mass 또는 M☉)은 천문학에서 사용하는 질량의 단위로 태양 1개의 질량과 같은 값이다.

## 개요
이 단위는 다른 항성이나 성단, 성운, 은하들의 질량을 표시하는 데에 사용된다. 태양질량의 값은 대략 2×1030 kg이며 정확한 수치는 다음과 같다.
M☉ = (1.98847±0.00007)×1030 kg
위 질량은 대략 지구질량(M🜨)의 332 946배 또는 목성질량(MJ)의 1047배와 같다.
지구는 태양 주위를 타원 궤도를 그리면서 돌고 있기 때문에, '중심 질량을 공전하는 작은 천체'의 질량을 구하는 방정식을 이용하여 태양질량을 계산할 수 있다. 1년의 길이, 지구와 태양 사이의 거리(AU), 중력 상수(G)로부터 태양의 질량을 다음과 같이 구할 수 있다.
{\displaystyle M_{\odot }={\frac {4\pi ^{2}\times (1\,\mathrm {AU} )^{3}}{G\times (1\,\mathrm {yr} )^{2}}}}
G 값은 측정하기 어려워서 SI 단위로는 정확도가 제한된 값만 알려져 있다.(캐번디시 실험을 참고할 것.) G에 천체의 질량을 곱한 값인 표준 중력 변수는 태양과 여러 행성들에 대하여 G 값 자체보다 훨씬 정확한 것으로 알려져 있다. 태양질량은 천문학 단위 체계에서 표준 질량으로 사용된다.

## 역사
태양의 중력 상수 값은 헨리 캐번디시가 1798년 비틀림균형장치를 사용한 실험에서 얻은 측정값들로부터 최초로 도출하였다. 그가 얻은 값은 현대 측정값과 1%밖에 차이나지 않는다. 1761년과 1769년 일어났던 금성의 태양면 통과 사건 때 태양의 일주 시차가 정확하게 측정되었으며 그 값은 9″(9초각, 참고로 1976년 측정값은 8.794148″)이었다. 일주 시차 값을 이용하여 '기하학적 지구'로부터 태양까지의 거리를 구할 수 있다.
태양의 질량을 최초로 구한 사람은 아이작 뉴턴이었다. 그는 노작 《자연철학의 수학적 원리》(1687년)에서 태양에 대한 지구의 질량비를 약 1/28 700로 측정하였다. 이후 뉴턴은 그가 구했던 질량비가 잘못된 태양 시찻값(태양까지의 거리를 측정하기 위해 사용)에 기반한 것임을 알아냈다. 그는 《자연철학의 수학적 원리》 제3판에서 1/169 282로 측정값을 수정했다. 그러나 현재 밝혀진 태양 시찻값은 뉴턴이 구한 것보다 더 작아서 이 값으로부터 구한 질량비는 1/332 946이다.
측정의 단위로써 태양질량은 천문단위보다 먼저 사용되었으며 태양의 질량 상수는 정확하게 측정되었다. 이는 태양계 내 다른 행성의 상대적 질량 혹은 쌍성의 합산 질량은, 케플러 제3 법칙을 이용하여 행성이나 쌍성의 궤도 반지름 및 공전 주기로부터 태양질량 단위로 직접 계산할 수 있기 때문이다.(궤도 반지름은 천문단위, 공전 주기는 '년'을 써서 측정한다고 가정)
태양의 질량은 태어난 이래 계속 감소해 왔다. 이 작용은 두 가지 과정을 통해 일어나며 감소량은 두 과정이 서로 거의 비슷하다. 첫째, 태양 중심핵에서 핵융합(특히 양성자-양성자 연쇄 반응)을 통해 수소는 헬륨으로 바뀌며 이 반응은 질량 일부를 감마선 광자 형태의 에너지로 변환한다. 이 에너지 대부분은 종국적으로 태양으로부터 복사된다. 둘째, 태양 대기에 있는 고에너지의 양성자들과 전자들은 태양풍과 코로나 질량 방출 형태로 바로 우주로 분출된다.
과거 태양이 주계열성 단계에 돌입했을 때의 질량이 어느 정도였는지는 불확실하다. 초창기 태양의 질량 손실률은 지금보다 훨씬 높았으며 태양은 주계열이 된 후 지금까지 원래 있던 질량의 1~7%를 잃은 것으로 보인다. 태양의 질량은 소행성과 혜성 충돌로 극소량 늘어난다. 그러나 태양은 태양계 전체 질량의 99.86%를 차지하는 존재이기 때문에 이런 충돌이 태양의 에너지 복사 및 분출 작용으로 잃는 양을 메꿀 수는 없다.

## 관련 단위
1 태양질량(M☉)은 다음 단위들로 변환할 수 있다.
- 27068510 ML (달질량)
- 332946 M🜨 (지구질량)
- 1047.35 MJ (목성질량)
- 1988.55 요타톤

태양질량은 일반 상대성이론에서 길이 또는 시간 단위로 질량을 표시하는 데에 자주 이용된다.
- M☉ G / c2 ≈ 1.48 km (태양 슈바르츠실트 반지름의 절반)
- M☉ G / c3 ≈ 4.93 μs

IAU Division | Working Group이 작성한 태양 질량 상수(G·M☉) 값들은 다음과 같다.
- 1.32712442099×1020 m3s−2 (TCG-compatible)
- 1.32712440041×1020 m3s−2 (TDB-compatible)

## 다른 천체와의 비교
백조자리 X-1(Cygnus X-1)의 질량은 현재까지 밝혀진 관측 결과에 따르면 대략 8.7 태양질량에서 약 15 태양질량(Solar masses)인 것으로 보인다.

## 같이 보기
- 찬드라세카르 한계
- 가우스 인력상수
- 항성 질량
- 선그레이징 혜성

## 참고 자료
- I.-J. Sackmann, A. I. Boothroyd (2003). “Our Sun. V. A Bright Young Sun Consistent with Helioseismology and Warm Temperatures on Ancient Earth and Mars”. 《The Astrophysical Journal》 583 (2): 1024–1039. doi:10.1086/345408.